# Dipangkorn Rasmijoti
O Príncipe Dipangkorn Rasmijoti (29 de abril de 2005) é um membro da dinastia Chakri da Tailândia e herdeiro presuntivo do trono da Tailândia. Ele é o quinto filho e o sétimo e mais novo filho do rei Vajiralongkorn; sua mãe é Srirasmi Suwadee, a terceira esposa legal do rei. Seu pai também tem uma filha de sua primeira esposa e cinco filhos (quatro filhos e uma filha) de sua segunda esposa; todos os filhos da segunda esposa nasceram antes do então príncipe herdeiro se casar com sua mãe, mas foram legitimados pelo casamento. Depois que o príncipe herdeiro se divorciou de sua segunda esposa em 1996, ele renegou seus quatro filhos, deixando Dipangkorn como o único filho reconhecido pelo rei. Há rumores de que ele tem um distúrbio de desenvolvimento.

## Infância e educação
Dipangkorn Rasmijoti nasceu por cesariana a 29 de abril de 2005 no Hospital Siriraj em Bangkok e seu nome foi divulgado pelo seu avô, o Rei Bhumibol Adulyadej em 15 de junho de 2005.A 17 de junho de 2005, no Salão do Trono Ananda Samakhom em Banguecoque, foi realizada uma cerimônia chamada Phra Ratchaphithi Somphot Duean Lae Khuen Phra U para comemorar o primeiro mês do nascimento do príncipe, ocasião em que ele recebeu o título de Sua Alteza Real. 
Ele tem uma meia-irmã, Princesa Bajrakitiyabha, por parte da primeira esposa de seu pai, e cinco irmãos por parte da segunda esposa, incluindo a Princesa Sirivannavari.

### Educação
Ele começou a sua educação na Escola Chitralada, no Palácio Dusit, antes de ir estudar no exterior na Bavarian International School (BIS) na Baviera, Alemanha.
Oficialmente ele iniciou os seus estudos no país europeu em 2017, chegando a visitar o Festival de Inverno na Tailândia acompanhado de vários amigos "estrangeiros". Em 2018, após o caso Resgate da Caverna de Tham Luang, na Tailândia, ele também enviou um cartão aos envolvidos escrito em alemão. 

## Saúde
Há rumores de que ele sofra de autismo, o que nunca foi confirmado pela Casa Real. "Os rumores de que o jovem é autista subiram de tom após o divórcio polêmico dos pais, em 2014", escreveu o Flash de Portugal em maio de 2020, que adicionou que "os rumores sempre existiram, mas posso confirmar que o seu pai sempre quis que ele recebesse tratamento", afirma um ex-funcionário da Villa Medica, uma clínica de referência e de elite na Alemanha". 

## Questão sucessória
Apesar de Dipangkorn ser o herdeiro presuntivo do seu pai e o primeiro na linha de sucessão ao trono, por causa do divórcio de Vajiralongkorn em dezembro de 2014 de Srirasmi Suwadee, a posição de Dipangkorn na linha de sucessão é incerta. A Lei de Sucessão do Palácio de 1924 lista "a ordem na linha de sucessão", seguindo o filho primogênito do rei para ser "o filho primogênito do referido príncipe e sua consorte real" seguido por "filhos mais novos, em ordem, do referido príncipe e sua consorte real." Quando Vajiralongkorn terminou o seu relacionamento com a sua segunda esposa em 1996, ele deserdou os seus quatro filhos e disse que eles renunciaram aos seus títulos reais. No entanto, o Palácio Real continuou a reconhecer o seu direito de usar o estilo SAS, ou Sua Alteza Sereníssima.
Em agosto de 2023 o segundo filho o monarca com sua segunda espoca, Vacharaesorn Vivacharawongse, foi visto no país pela primeira vez em 27 anos, levando a especulações de que poderia haver uma negociação para que um dos filhos renegados se tornasse o Príncipe Herdeiro.  
O sucessor do monarca deve ter o apoio e aprovação do governo, apesar disso não ser oficial. 

## Deveres oficiais e aparições públicas
O príncipe, apesar de jovem, costuma participar de diversas atividades públicas. Em outubro de 2017 ele juntou-se a um grupo de voluntários para preparar a Cerimónia de Cremação Real do seu avô, o Rei Bhumibol, tendo inclusive vestido um uniforme militar. Dias depois, sentou-se num café para acompanhar a procissão da cerimônia.
Em janeiro de 2019 ele visitou o Festival do Inverno acompanhado de alguns amigos da Alemanha, país onde morou com o pai, e, meses depois, foi presença constante nas cerimônias de coroação.

## Títulos, honras e medalhas

### Títulos
- 29 de abril de 2005 – 5 de maio de 2019: Sua Alteza Real o Príncipe Dipangkorn Rasmijoti
- 5 de maio de 2019 - presente: Sua Alteza Real o Príncipe Dipangkorn Rasmijoti Maha Vajirojtamangkun Sirivibulyarajakumar

### Medalhas e condecorações
Cavaleiro da Mais Ilustre Ordem da Casa Real de Chakri
 Medalha de Cifra Real do Rei Rama IX (Primeira Classe)
 Medalha de Cifra Real Rei Rama X
 Medalha da Corte do Rei Rama IX
 Medalha Comemorativa por Ocasião da Coroação de SM Rei Rama X

### Estandarte e Monograma real

Estandarte oficial do príncipe
Monograma do príncipe